# Olivier Philippaerts
Olivier Philippaerts (* 30. Juli 1993 in Genk, Limburg) ist ein belgischer Springreiter.

## Karriere
2005 wurde er belgischer Meister der Ponyreiter und startete bei den Europameisterschaften. 2008 gewann er Silber bei den belgischen Meisterschaften der Junioren, bei den Europameisterschaften belegte er Rang acht. 2009 belegte er beim Großen Preis von Valencia, einem CSI** Platz vier.
Olivier Philippaerts wurde 2010 im französischen Jardy Europameister der Junioren. Bei der Europameisterschaft 2011 in Comporta gewann er im Team mit seinem Bruder Nicola Mannschafts-Gold der Jungen Reiter. Bei den Belgischen Meisterschaften der Reiter 2011 auf dem Gestüt Zangersheide belegte er mit Cabrio van de Heffinck Rang fünf. Im Mai 2012 belegte er im Team mit seinem Vater, seinem Bruder und Jos Lansink Platz drei im Nationenpreis von Rom.
Aufgrund seiner Erfolge war er mit Cabrio van de Heffink als Ersatzreiter für die Olympischen Spiele 2012 nominiert. Gut einen Monat nach den Olympischen Spielen errang er mit Cabrio van de Heffink seinen bisher größten Einzelerfolg im internationalen Turniersport: Er gewann als bisher jüngster Sieger den mit 1.000.000 Kanadischen Dollar dotierten Großen Preis des CSIO 5* Spruce Meadows 'Masters'.
Im Sommer 2016 befand er sich auf Platz 22 der Weltrangliste.

## Privates
Olivier Philippaerts kommt aus einer Reiterfamilie, sein Vater ist der international erfolgreiche Springreiter Ludo Philippaerts. Auch sein Zwillingsbruder Nicola Philippaerts reitet international. Seine beiden jüngeren Brüder Thibault und Anthony Philippaerts reiten Pony-Springturniere. Seine Mutter Veronique ist als belgische Dressurreiterin bekannt. Er lebt mit seinen Eltern und seinen drei Brüdern auf der familieneigenen Reitanlage in Meeuwen-Gruitrode.

## Pferde (Auszug)
aktuelle:
- Cabrio van de Heffinck (* 2002), Holsteiner Schimmelhengst, Vater: Cassini I, Muttervater: Calato
- Cooper van de Heffinck, (* 2004), Holsteiner, brauner Hengst, Caretino x Landlord
- Chicago van het Moleneind, (* 2002), Belgisches Warmblut, dunkelbrauner Wallach, Kashmir v/h Schuttershof x Darco x Codexco x Farao de Guldenboom
- Rebel de Boilly (* 2005), Selle Français, Fuchshengst, Vater: Calvaro, Muttervater: Rodeo de Baussy, Besitzer: Van Den Bosch Paul & Bruyninx Guido
- Legend of Love (* 2006), Deutsches Sportpferd Schimmelstute, Vater: Landzauber, Mutter: Waldperle von Corgraf.

ehemalige Turnierpferde:
- Splendid van de Heffinck (* 1995), Belgisches Warmblut, Fuchswallach, Vater: Heartbreaker, ab 2008
- Carisma (* 1999), braune Stute, Vater: Cardento, Muttervater: Maraton 600, bis 2010, inzwischen von Emilie Martinsen geritten.
- Sjoeke, (* 1999), KWPN, braune Stute, Calvados x Voltaire x Jasper x Nimmerdor
- Watteau II (zuvor Watteau van de Bekput) (* 1999), Belgisches Warmblut Schimmelhengst, Vater: Palestro van de Beguijnakker, Muttervater: Skippy II,
- Beckham van't Paradijs (* 2001), Belgisches Warmblut, Schimmelwallach, Muttervater: Capital
- Chamonix H (* 2001), Schwedisches Warmblut, dunkelbraune Stute, Vater: Caletto II, Mutter: Carnute

## Erfolge

### Championate und Weltcup
- Europameisterschaften:
  - 2007, Freudenberg: 4. Platz mit der Mannschaft und 33. Platz im Einzel (Ponyreiter), mit Jazz de Rhonon
  - 2008: 8. Platz im Einzel (Junioren)
  - 2009, Hoofddorp: 7. Platz mit der Mannschaft und 8. Platz im Einzel (Junioren), mit Splendid van de Heffink
  - 2010, Jardy: 1. Platz im Einzel (Junioren)
  - 2011, Comporta: 1. Platz mit der Mannschaft und 13. Platz im Einzel (Junge Reiter), mit Cabrio van de Heffinck
- belgische Meisterschaften:
  - 2005: 1. Platz (Ponyreiter)
  - 2008: 2. Platz (Junioren)
  - 2011, Lanaken: 5. Platz, mit Cabrio van de Heffinck

### Weitere Erfolge (Auswahl)
- 2009: 4. Platz im Großen Preis von Valencia (CSI**)
- 2012: 3. Platz im Nationenpreis von Rom, 1. Platz im Großen Preis des CSIO 5* Spruce Meadows 'Masters' mit Cabrio van de Heffinck